# Deregard Massing
Deregard Massing is een in 1936 opgericht champagnehuis in Avize. Het is een zelfstandig bedrijf dat 11 hectare eigen wijngaard bezit en zeven verschillende champagnes op de markt brengt;
- De Brut Grande Reserve is de Brut Sans Année, de meest verkochte champagne en het visitekaartje van het huis. De assemblage is uit vooral pinot noir en pinot meunierdruiven aangevuld met wat chardonnay. Om ieder jaar een brut champagne van gelijke kwaliteit te kunnen leveren werd de wijn aangevuld met reserves van eerdere jaren.
- De Brut Premier Cru werd gemaakt van druiven van vooral pinot noir aangevuld met chardonnay uit de premier cru-gemeenten van de Champagne. Ook deze wijn werd aangevuld met reserves van eerdere jaren.
- De Grand Cru Blanc de Blancs is een blanc de blancs. een witte wijn van blauwe, de Fransen zeggen "zwarte", druiven uit de grand cru-gemeenten van de Champagne. Het huis heeft alleen chardonnay gebruikt.
- De Rosé Premier Cru is een roséchampagne, een assemblage van chardonnay en van pinot noir gemaakte rode wijn uit premier cru-gemeenten.
- De Cuvée Prestige Grand Cru, de cuvée de prestige van druiven uit grand cru-gemeenten
- De Cuvée Prestige Millésimé, een millésimé is een wijn van druiven uit een en hetzelfde jaar.
- De Excellence Cuvée is een champagne waarvan de gebruikte wijnen gedurende enige tijd op eiken vaten werden gelagerd.